# Dura niveus
Dura niveus är en fjärilsart som beskrevs av Bethune-Baker 1904. Dura niveus ingår i släktet Dura och familjen tofsspinnare. Inga underarter finns listade i Catalogue of Life.